# 언스트 체인

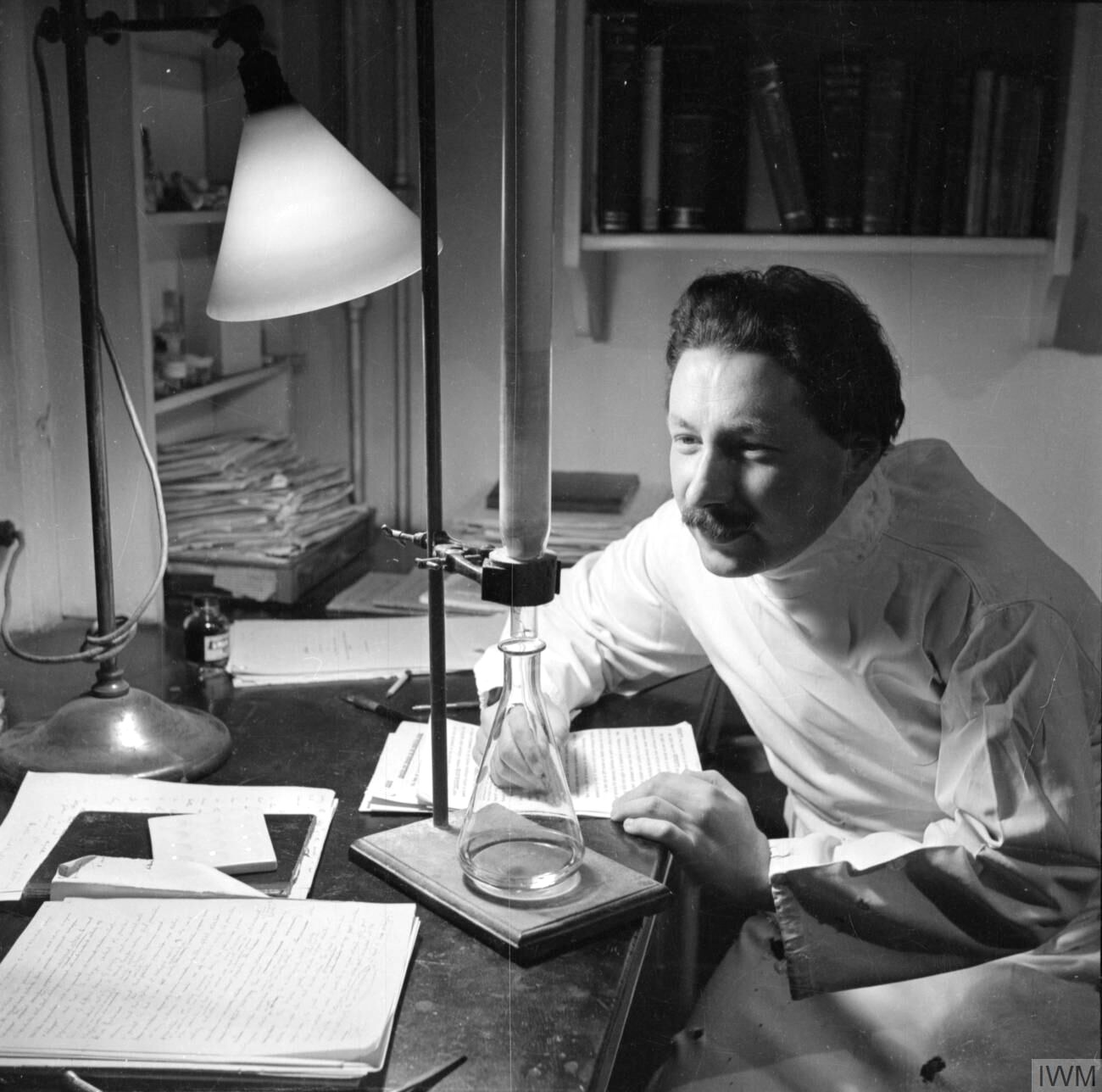
언스트 체인 (1944년)

에른스트 체인 경(Sir Ernst Boris Chain, 1906년 6월 19일 ~ 1979년 8월 12일)은 독일에서 태어난 영국의 생화학자이다. 하워드 플로리와 함께 페니실린을 추출한 사람이다. 이 둘은 1945년 알렉산더 플레밍과 함께 노벨 생리학·의학상을 공동 수상하였다.

## 서훈
- 1969년 기사작위(Knight Bachelor) 서임[1]